# Thiết mạo tử vương

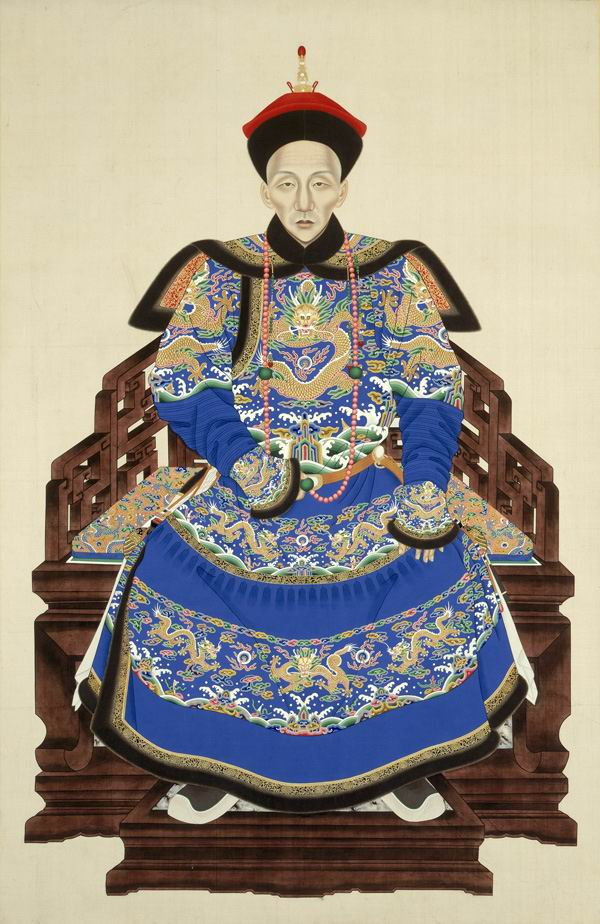
Di Thân vương Phổ Tịnh - vị "Thiết mạo tử vương" thuộc dòng dõi Hòa Thạc Di Hiền Thân vương Dận Tường.

Thiết mạo tử vương (tiếng Trung: 铁帽子王) là tên gọi những Vương tước thế tập thời nhà Thanh trong lịch sử Trung Quốc.
Thông thường các Vương gia truyền tước lại cho con trai mình, nhưng sẽ bị giáng xuống một cấp; chỉ có các Thiết mạo tử vương là được giữ nguyên tước vị khi truyền lại cho con. Trong lịch sử nhà Thanh, tổng cộng có 12 vị Thiết mạo tử vương.

## Khái lược
Sau khi nhà Thanh được thành lập, một hệ thống các tước vị được ban ra, trong đó các tước vị của Hoàng tộc được hợp nhất thành một bộ phận gồm 14 cấp bậc (xem chi tiết Quý tộc nhà Thanh), trong đó Hòa Thạc Thân vương (和碩親王) là tước vị cao nhất, đứng đầu 14 tước vị.
Nhà Thanh phong tước chia làm hai loại: một loại là nhờ lập công trong chiến trận, gọi là Công phong (功封); loại kia là phong cho các con cháu Hoàng tộc trong tình huống bình thường, gọi là Ân phong (恩封). Phương thức tập tước cũng được chia làm hai loại: một là "Thừa tập đệ giáng" (世袭递降), với loại thừa tập này thì con cả thừa tước của cha nhưng giáng xuống một cấp, loại kia là "Thế tập võng thế" (世襲罔替), tức giữ nguyên tước hiệu mà truyền đi mãi mãi.
Với loại "Thế tập đệ giáng", đây là chính sách thường áp dụng nhất của nhà Thanh dành cho thành viên hoàng tộc, tức các Tông Thất. Nhưng việc giáng tước qua các đời cũng có giới hạn nhất định, cụ thể:
- Từ Hoà Thạc Thân vương giáng xuống thành Phụng ân Trấn quốc công (奉恩镇國公), sẽ giữ nguyên vĩnh viễn;
- Từ Đa La Quận vương giáng xuống thành Phụng ân Phụ quốc công (奉恩辅國公), sẽ giữ nguyên vĩnh viễn;
- Còn nếu bị giáng xuống dưới Bất nhập Bát phân Trấn quốc công (不入八分镇國公), tước vị đến mức cuối cùng Phụng ân Tướng quân (奉恩將軍), truyền tiếp 3 đời là sẽ biến mất vĩnh viễn;

Khi dòng dõi một Vương gia không còn con trai nối dõi, Hoàng đế sẽ chỉ định một người nam khác trong Hoàng tộc thừa tự.
Trường hợp triều đình cho phép con cháu khi thừa tập được giữ nguyên tước vị của cha ông mình đã được ban, không thay đổi qua các đời, đó gọi là "Thế tập võng thế" và điều này chỉ thường áp dụng cho những hoàng tộc có quân công hiển hách. Nhà Thanh có 12 tước vị hàng Vương (bao gồm Thân vương và Quận vương) được truyền tước cho con cháu mà không bị giáng cấp, họ được gọi là 「Thiết mạo tử vương」. Trong số 12 Vương gia này có 8 vị được phong vào thời kì sơ lập của nhà Thanh do lập được chiến công, 4 vị còn lại được phong vào thời kì sau do đấu tranh chính trị giành được sự sủng ái của Hoàng đế mà được thụ phong.

## Thiết mạo tử vương

### Sơ kì
Có 8 Thiết mạo tử vương được công phong vào thời sơ kì của nhà Thanh.
- Sáu vị Hòa Thạc Thân vương:

1. Hoà Thạc Lễ Thân vương (和硕禮親王): Đại Thiện, con trai thứ 2 của Nỗ Nhĩ Cáp Xích. Năm 1648 cải thành Hòa Thạc Tốn Thân vương (和碩巽親王). Năm 1659 cải thành Hòa Thạc Khang Thân vương (和碩康親王). Năm 1778 phục lại hào vị Hòa Thạc Lễ Thân vương.
2. Hoà Thạc Trịnh Thân vương (和硕鄭親王): Tế Nhĩ Cáp Lãng, con trai thứ 6 của Thư Nhĩ Cáp Tề (em trai của Nỗ Nhĩ Cáp Xích). Năm 1657 cải thành Hòa Thạc Giản Thân vương (和碩簡親王). Năm 1778 phục lại hào vị Hòa Thạc Trịnh Thân vương.
3. Hoà Thạc Duệ Thân vương (和硕睿親王)：Đa Nhĩ Cổn, con trai thứ 14 của Nỗ Nhĩ Cáp Xích. Năm 1651 bị tước phong. Năm 1778 được phục hiệu, con cháu được quyền thế tập tước vị.
4. Hoà Thạc Dự Thân vương (和硕豫親王): Đa Đạc, con trai thứ 15 của Nỗ Nhĩ Cáp Xích. Năm 1652 cải thành Hòa Thạc Tín Thân vương (和碩信親王), Đa La Tín Quận vương (多羅信郡王). Năm 1778 phục lại hào vị Hòa Thạc Dự Thân vương.
5. Hoà Thạc Túc Thân vương (和硕肃親王): Hào Cách, con trai trưởng của Hoàng Thái Cực và là cháu nội của Nỗ Nhĩ Cáp Xích. Năm 1651 cải thành Hòa Thạc Hiển Thân vương (和碩顯親王). Năm 1778 phục lại hào vị Hòa Thạc Túc Thân vương.
6. Hoà Thạc Thừa Trạch Thân vương (和硕承泽親王): Thạc Tắc, con trai thứ 5 của Hoàng Thái Cực và là cháu nội của Nỗ Nhĩ Cáp Xích. Năm 1655 cải thành Hoà Thạc Trang Thân vương (和硕庄親王).

- Hai vị Đa La Quận vương:

1. Đa La Khắc Cần Quận vương (多罗克勤郡王): Nhạc Thác, con trai trưởng của Đại Thiện (con trai thứ hai của Nỗ Nhĩ Cáp Xích). Năm 1638 cải thành Đa La Diễn Hi Quận vương (多羅衍僖郡王). Năm 1646 cải thành Đa La Bình Quận vương (多羅平郡王). Năm 1778 phục lại hào vị Đa La Khắc Cần Quận vương.
2. Đa La Thuận Thừa Quận vương (多罗顺承郡王): Lặc Khắc Đức Hồn, con trai thứ 2 của Dĩnh Nghị Thân vương Tát Cáp Lân (con trai thứ ba của Đại Thiện).

### Trung và hậu kì
Có 4 Thiết mạo tử vương được ân phong, tất cả đều là Hoà Thạc Thân vương:
1. Hoà Thạc Di Thân vương (和硕怡親王): Dận Tường, con trai thứ 13 của Khang Hi Đế.
2. Hoà Thạc Cung Thân vương (和硕恭親王): Dịch Hân, con trai thứ 6 của Đạo Quang Đế.
3. Hoà Thạc Thuần Thân vương (和硕醇親王): Dịch Hoàn, con trai thứ 7 của Đạo Quang Đế.
4. Hoà Thạc Khánh Thân vương (和碩慶親王): Dịch Khuông, con trai trưởng của Miên Tính - hậu duệ của Khánh Hy Thân vương Vĩnh Lân.